# Nesolycaena albosericea
Nesolycaena albosericea är en fjärilsart som beskrevs av William Henry Miskin 1891. Nesolycaena albosericea ingår i släktet Nesolycaena och familjen juvelvingar. Inga underarter finns listade i Catalogue of Life.

## Bildgalleri

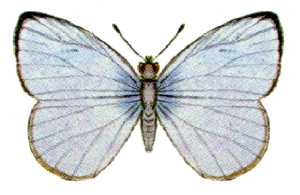